# 多布羅夫尼克
多布羅夫尼克（斯洛維尼亞語： [dɔˈbɾɔ́ːwnik]；匈牙利語： [ˈdobronɒk]），是斯洛維尼亞多布罗夫尼克市镇的村莊及其行政中心。它位於普雷克穆列地區，臨近匈牙利邊境，有一個重要的匈牙利人族群。

## 地名
多布羅夫尼克在1322年的書面資料中拼寫為「Dobronok」，另有「Dobronuk」（1322/35年）、Drobronak（1323年）和Dabronuk（1323年）等拼法。這個名字的早期斯拉夫語形式是「*Dǫbrovъnikъ」，源自「*dǫbrova」（橡樹林、落葉樹林）。

## 外部連結
- Dobrovnik municipal site （页面存档备份，存于）
- Dobrovnik on Geopedia （页面存档备份，存于）